# Commodore 16
| QS-Informatik | Dieser Artikel wurde wegen inhaltlicher Mängel auf der Qualitätssicherungsseite der Redaktion Informatik eingetragen. Dies geschieht, um die Qualität der Artikel aus dem Themengebiet Informatik auf ein akzeptables Niveau zu bringen. Hilf mit, die inhaltlichen Mängel dieses Artikels zu beseitigen, und beteilige dich an der Diskussion! (+) Begründung: Überarbeitung notwendig: Fließtext. Knurrikowski (Diskussion) 14:45, 11. Apr. 2016 (CEST) |

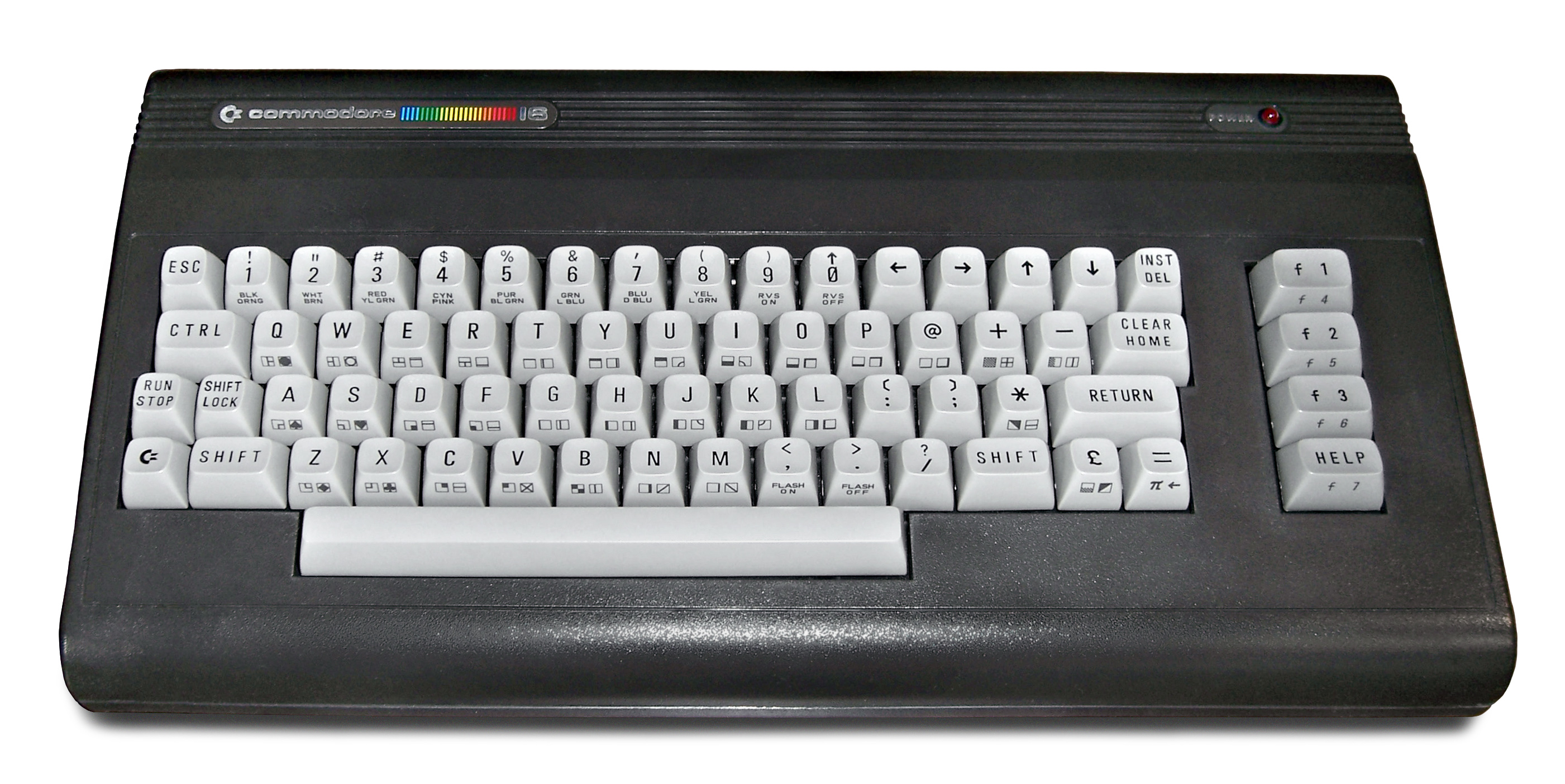
Der Commodore 16

Der Commodore 16, kurz C16 ist ein 8-Bit-Heimcomputer der Firma Commodore. Er ist ein Modell aus der Commodore-264-Serie und sollte den Commodore VC 20 als Einstiegscomputer ersetzen.

## Geschichte

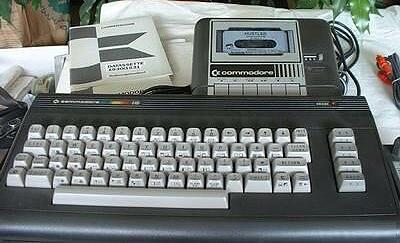
Commodore 16 mit Datasette

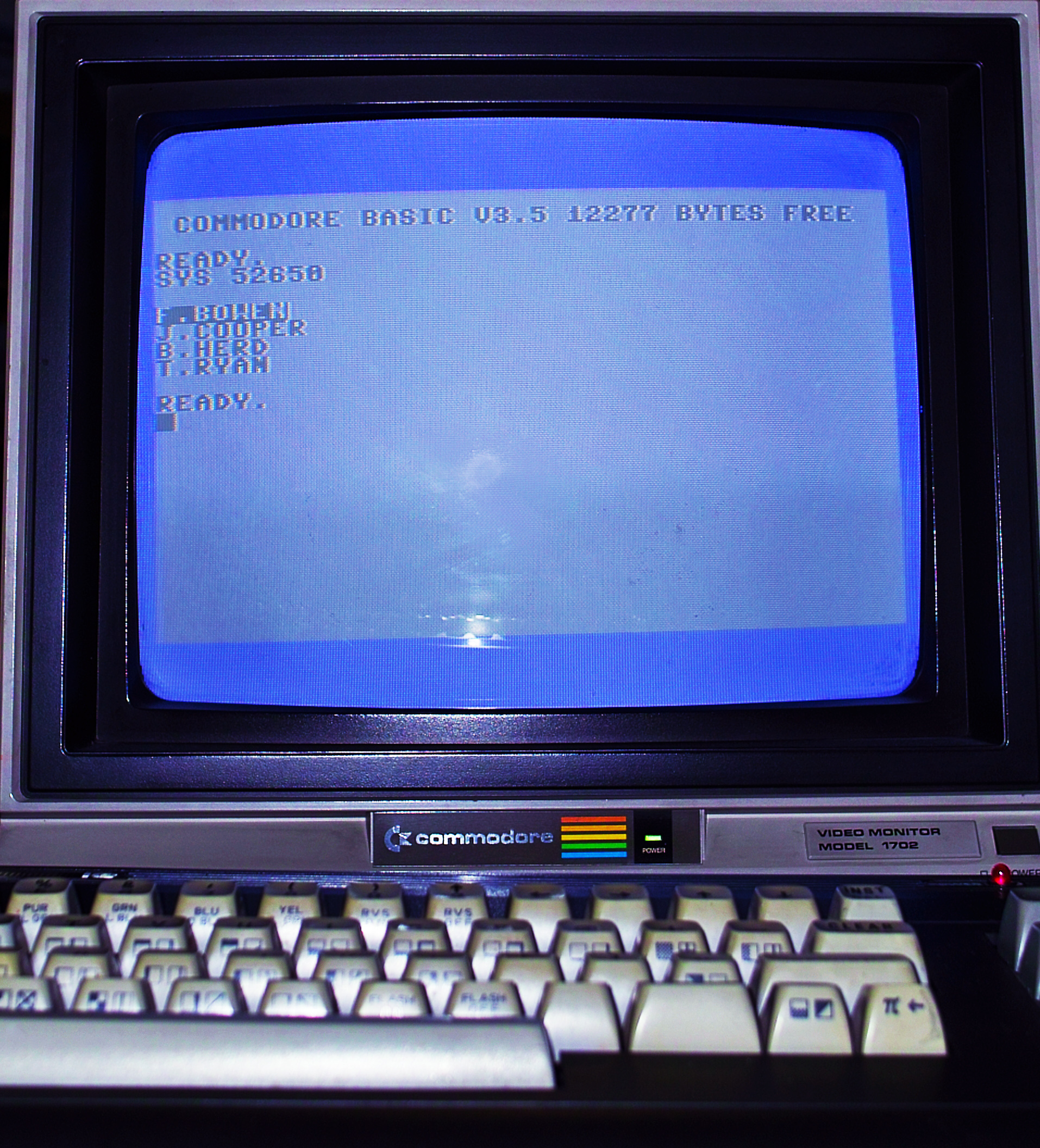
Startbildschirm des C16 mit Easter Egg

Der C16 wurde konstruiert, um gegen andere Computer von Timex Corporation, Mattel und Texas Instruments im Preissegment unterhalb von 100 Dollar zu konkurrieren. Er war als Nachfolger des erfolgreichen VC 20 gedacht, denn dieser war mittlerweile technisch überholt. Der damals erfolgreiche C64 war mit mehr RAM sowie besseren Sound- und Grafikchips für das unterste Preissegment nicht geeignet. Die Computer von Sinclair (ZX80/ZX81/Spectrum 16 KB) waren zwar günstiger als der VC 20, besaßen jedoch nicht dessen große Schreibmaschinentastatur. Jack Tramiel, Gründer von Commodore International Ltd., befürchtete, dass einige japanische Unternehmen versuchen würden, mit sehr preisgünstigen Heimcomputern (MSX) auf dem amerikanischen Markt Fuß zu fassen. So wurde der C16 ins Leben gerufen, um Commodore im unteren Preissegment ein starkes Standbein zu verschaffen. Atari bot mit dem Atari 600XL auch einen Heimcomputer für den unteren Einstiegsmarkt an, der größere Bruder, der Atari 800XL, stand in Konkurrenz mit dem Commodore 64.
Der C16 wurde im Juni 1984 angekündigt und ab 1985 verkauft. Zu diesem Zeitpunkt hatten sich Mattel und TI aus dem Heimcomputermarkt zurückgezogen, japanische Unternehmen brachten zwar dann mit den MSX-Computern auch Heimcomputer auf den Markt, aber auch diese standen eher in Konkurrenz zum Commodore 64. Im Jahr 1984 galten aber die Heimcomputer mit 64 KB RAM (C64, Atari 800XL, CPC 464, MSX) bereits als Einstiegsheimcomputer, so dass man schon vorher dem C16/C116 keinen großen Erfolg versprochen hatte.
Wie dem kompletten Trio der 264-Serie (C16, C116 und Plus/4) war auch dem C16 kein großer Erfolg beschieden. So gab es zunächst keine nennenswerte Menge an Spielen und „richtigen“ Anwendungen.
Einzig durch die Position „erster Computer von Aldi“ erlangte er in Deutschland eine gewisse Berühmtheit und erlebte einen kleinen Boom. Es handelte sich dabei ursprünglich um eine reine Abverkaufsaktion restlicher Lagerbestände. Der Rechner wurde bei Aldi zusammen mit einem Datasettenlaufwerk 1531 und einer BASIC-Kurs-Software als „Lernpaket BASIC“ für nur 149 DM angeboten. Nachdem die komplette Charge innerhalb weniger Tage und dies nur in der Hälfte des (damaligen) Bundesgebiets ausverkauft war, mussten aus Ersatzteil-Restbeständen noch Exemplare nachproduziert werden, um die Nachfrage halbwegs zu befriedigen. Dieser kleine Boom machte sich auch am Software-Markt bemerkbar. Eine der deutschen Software-Firmen, die daraufhin einige für die damalige Zeit und das recht einfache System hochwertige Spiele und Anwendungen herausbrachte, war Kingsoft.
Sehr erfolgreich war der C16/116 auch in einigen Ostblockstaaten ohne eigene Heimcomputer-Industrie, vor allem in Ungarn. Dort konnten sich nur wenige die in der DDR und der Sowjetunion gebauten Computer leisten, und die meisten westlichen Modelle waren gar nicht erhältlich. Dorthin wurden, einfach um ohne Entsorgungskosten die Lager zu räumen, weitere Restbestände des C16 und C116 zu sehr günstigen Preisen exportiert, was einen eigenen kleinen Boom auslöste. Von dort stammt auch eine Reihe von inoffiziellen Konvertierungen beliebter C64-Spiele auf den C16.
Nachdem der C16 und die Varianten C116 und Plus/4 in mehreren europäischen Ländern Verbreitung gefunden hatten, wurden im Zeitraum von 1983 bis circa 1992 etwas über 400 kommerzielle Spiele und ungefähr etwas über 100 kommerzielle Anwendungsprogramme produziert und vermarktet. Auch entwickelte sich relativ früh ein eigenes, parallel zu den vorherrschenden Commodore 64/128- sowie Schneider CPC-Systemen, existierendes Systemsegment im Zeitschriftenmarkt. „Compute mit“ war zur damaligen Zeit eines der führenden Computermagazine für Commodore Computer, in der Ausgabe 43/84 (1984) wurden zahlreiche Varianten der Commodore 16-Familie erstmals vorgestellt.
Commodore hat sich mit dem C16/116/PLUS4 wie auch später mit dem Amiga 600 Konkurrenz für die eigenen Produkte gemacht, ohne aber die Vorgänger an Leistung zu übertreffen.
Der C16 enthält ein frühes Beispiel für ein Easter Egg: Bei Eingabe des Befehls SYS 52650 werden die Namen der Entwickler F. Bowen, J. Cooper, B. Herd, T. Ryan angezeigt. F. Bowen erscheint dabei invertiert, T. Ryan blinkend. Der leitende Elektronikentwickler Bil Herd war später auch für die Entwicklung des erfolgreicheren Commodore 128 verantwortlich.

## Gehäuse

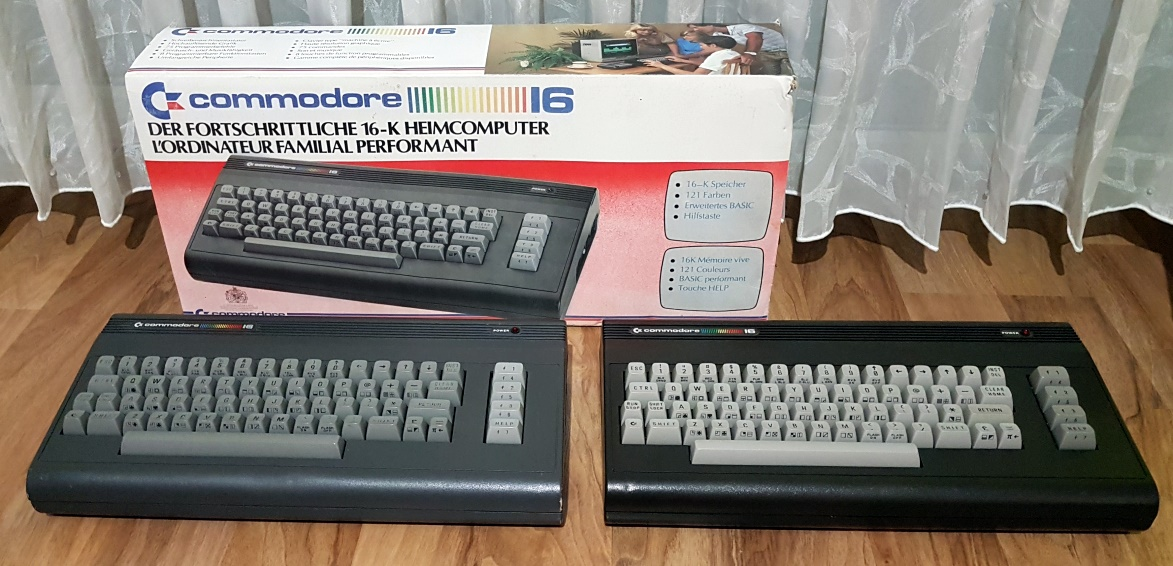
Hinten: Commodore 16 Originalverpackung. Vorne links: Prototyp (vergleiche Abbildung!), rechts daneben ein Seriengerät mit schwarzem Gehäuse

Äußerlich ähnelt der C16 dem VC 20 und dem C64 (="Brotkastengehäuse"), jedoch wurden Gehäuse und Tastatur farblich verändert: Die ursprüngliche Planung sah ein anthrazitfarbenes Gehäuse mit dunkelgrauem Tastenfeld und hellgrauen Funktionstasten vor. Es wurden aus umgearbeiteten C64-Gehäusen Prototypen in dieser Farbgebung angefertigt und Bilder dieser Geräte wurden u. a. für Pressefotos und als Abbildung auf der Originalverpackung verwendet. Bei der Serienproduktion wurde das neue Farbschema wieder verworfen und das äußere Erscheinungsbild an das des Commodore 264 bzw. Plus/4 angepasst: Das Gehäuse wurde in Schwarz, das Tastenfeld in Hellgrau und die Funktionstasten in Dunkelgrau abgeändert. Bei späteren Geräten variieren die Gehäusefarben von anthrazitgrau matt bis schwarz glänzend.
Die Tastaturbelegung des C16 war teilweise anders als bei dem VC 20 und C64, so gab es jetzt vier getrennte Cursor-Steuertasten (Pfeiltasten), während die Rücksetztaste RESTORE zugunsten eines seitlich angebrachten Reset-Knopfes entfiel.
Der C16 besaß anders als der C64 keinen Userport. Der größte Anschluss ist der Expansions-Port, an diesem wurde auch das Floppylaufwerk Commodore 1551 angeschlossen. An der rechten Gehäuseseite befinden sich
- Stromanschluss (9 V Gleichspannung, 1 A, innerer Pol negativ, äußerer positiv[4])
- Ein-Aus-Schalter
- Reset-Taster
- zwei achtpolige Mini-DIN-Buchsen zum Anschluss von Joysticks (siehe unten)

Auf der Hinterseite des Gehäuses befinden sich:
- serieller Bus-Anschluss (CBM-Bus zum Anschluss der Floppylaufwerke 1541, 1570, 1571 oder 1581 des C64 oder eines seriellen Druckers, gleiche Buchse wie am VC-20 und am C64);
- eine siebenpolige Mini-DIN-Buchse zum Anschluss der 1531 Datasette (siehe unten);
- Audio/Video-Ausgang (DIN, achtpolig, gleiche Buchse wie am C64) zum Anschluss eines Monitors mit Composite- oder S-Video-Eingang oder eines entsprechend ausgestatteten Fernsehgeräts;
- HF-Ausgang, zum direkten Anschluss von PAL- oder NTSC-Fernsehgeräten über deren Antennenbuchse (PAL-Geräte verwenden den UHF-Kanal 36, 591,25 MHz);
- Expansions-Port, mit einer kleineren Buchse als der Expansions-Port des C64 und auch elektrisch nicht kompatibel zu diesem.

## Technische Daten

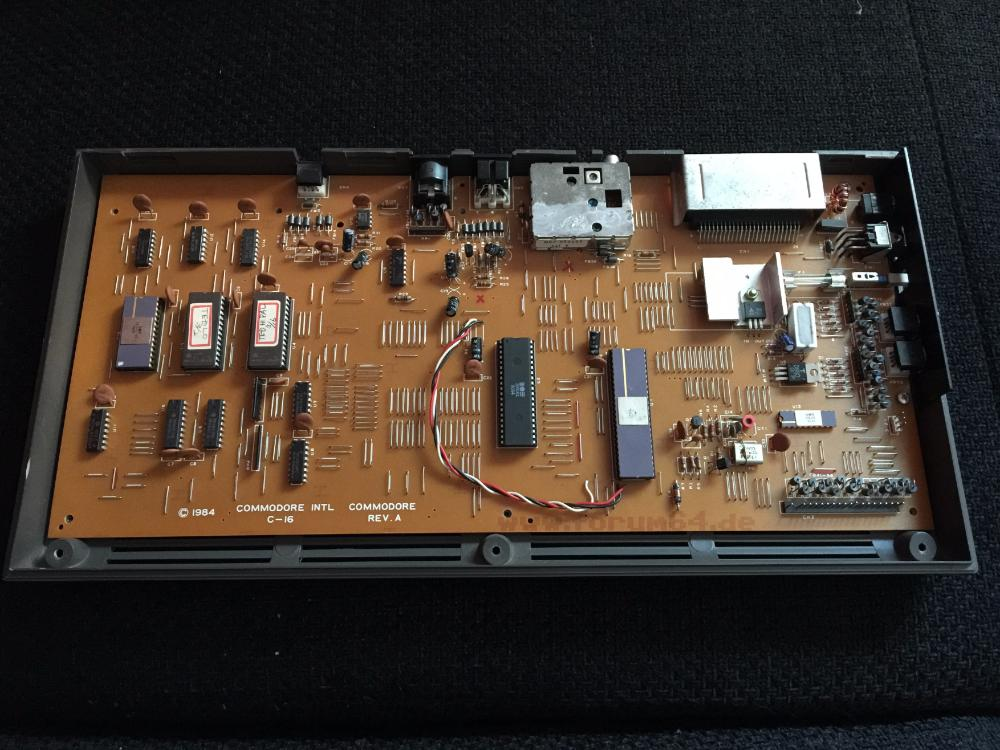
Ursprünglich geplante einseitige Platine (Prototyp)

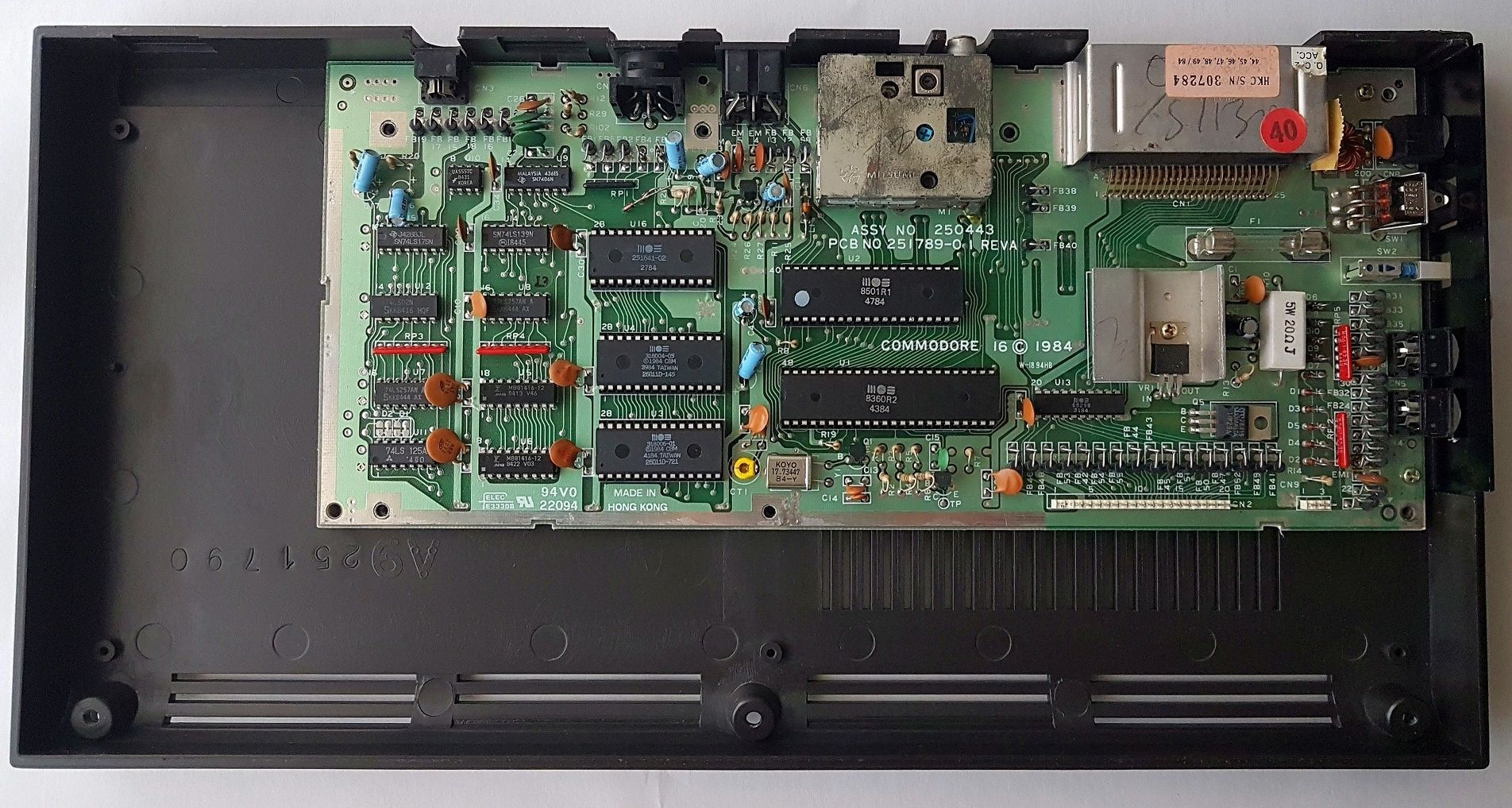
Kleinere doppelseitige Platine, standardmäßig im C16 verbaut

- Platine: Es gibt insgesamt zwei Ausführungen der Hauptplatine des C16: Zum einen die in den Seriengeräten verwendete sehr kompakte doppelseitige Platine, und zum anderen eine erheblich größere, aber nur einseitig konstruierte Platine (Single Layer), welche jedoch ausschließlich in den Prototypen des C16 verbaut war. Die Konstruktion dieser Platine war ein außergewöhnlicher Versuch seitens Commodore, bei der Produktion des C16 zusätzlich Kosten einsparen zu können, was jedoch vermutlich aufgrund technischer Probleme letztendlich scheiterte.[5][6] Weltweit ist nur ein einziges Exemplar einer solchen einseitig konstruierten Heimcomputerplatine von Commodore erhalten geblieben.[3] Der Produktionspreis dieser Platine lag bei circa 12 US-Dollar.[7]
- CPU: Die im C16 verwendete CPU ist ein Acht-Bit-MOS-7501 oder -MOS-8501. Trotz unterschiedlicher Bezeichnungen sind die CPUs identisch, lediglich der Herstellungsprozess wurde geändert, so dass MOS sich dazu entschied, dies durch eine Namensänderung kenntlich zu machen. Die 7501- und 8501-CPU ist, was die offiziellen Befehle angeht, befehlskompatibel zur 6510-CPU des C64. Aufgrund des radikal geänderten inneren Aufbaus der 264-Reihe im Gegensatz zum C64 konnte hieraus jedoch kaum Kapital geschlagen werden. Im C16 wickelt die CPU über ihren eingebauten Ein-/Ausgabe-Port auch die Ansteuerung von Datasette und seriellem Bus ab.
- Taktfrequenz: Der C16 arbeitet mit 885 kHz und 1,76 MHz. Der TED-Chip erzeugt die Taktfrequenz und schaltet zwischen diesen Frequenzen hin und her, je nachdem, ob er selbst auch Zugriff auf den Bus benötigt. So arbeitet der TED bei der Grafikausgabe und DRAM-Refresh mit der niedrigen und schaltet während der Darstellung des Bildschirmrahmens und der Synchronpulse auf die hohe Frequenz. Die Geschwindigkeit des C16 beträgt im Mittel somit nur ca. 1 MHz.
- RAM: Verkauft wurde der C16 mit 16 KB RAM, wobei unter BASIC lediglich 12.277 Bytes (ca. 12 KB) verfügbar waren. Bei eingeschaltetem Grafikmodus verringerte sich der freie Speicher für BASIC-Programme auf 2 KB. Der maximal vorgesehene Speicherausbau des C16 liegt bei 64 KB, so dass sich durch den Austausch der zwei µPD4416-DRAM-Chips (16 KB × 4) gegen pinkompatible µPD4464-DRAMs (64 KB × 4) und das Ziehen von zwei Drahtbrücken (die nicht verbundene Adressleitung beider Adressdecoder zum entsprechenden Anschluss jedes RAM-Bausteins) der freie BASIC-Speicher auf 60.671 Bytes (ca. 60 KB) erhöhen lässt (größere Speichererweiterungen, z. B. 256 KB, lassen sich durch von Bastlern realisierte Bankswitching-Lösungen integrieren). Die letzten Modelle besitzen wegen der zwischenzeitlichen Produktionseinstellung der 4416-Chips bereits ab Werk die 4464-RAMs, so dass man nur noch die Drahtbrücken legen muss. Der so erweiterte C16 ist aus Softwaresicht bis auf die fehlende ROM-Anwendungssoftware (3-Plus-1), den fehlenden 6551-Interfacechip für das RS-232-Interface und den Acht-Bit-I/O-Chip MOS 6529 identisch zum Plus/4, daher lief außer Terminalprogrammen praktisch sämtliche Plus/4-Software auf einem solchen System. Auch manche C-16-Spiele konnten den Zusatzspeicher nutzen, um beispielsweise eine bessere Grafik darzustellen.
- ROM: Im 32 KB großen ROM des C16 liegt das BASIC 3.5, ein weiterentwickeltes BASIC 2.0 des C64. Im ROM befindet sich dazu ein integrierter Maschinensprachemonitor, mit dessen Hilfe sich Programme debuggen lassen.
- TED-Chip: Der 'Text EDitor' TED-Chip wurde von MOS unter der Bezeichnung MOS-7360 gefertigt. Während im C64 für die Grafik- und Soundausgabe sowie das Interfacing noch unterschiedliche ICs verbaut wurden (VIC-II, SID, 2× CIA), so war der TED das Multitalent des C16. Der 48-polige DIL-Chip übernimmt die Grafikausgabe und generiert das Composite-Video-Signal. Er erzeugt die Tonausgabe, liest die Tastatur- und Joystick-Eingaben, enthält drei Timer (zwei unabhängig), erzeugt die Taktfrequenz des C16, beinhaltet das Speicher-Interface und sorgt für den DRAM-Refresh-Zyklus. Er kann den kompletten 64-KB-Adressraum des C16 adressieren und erzeugt die zum Speicherzugriff notwendigen Signale (RAS, CAS und MUX). Bei ROM-Zugriffen adressiert er die richtigen Chip-Select(CS)-Leitungen, je nach Zustand der internen Register.
- Grafik: 320 × 200 mit 121 Farben. Weitere Einzelheiten siehe TED.
- Sound: mono, zwei Stimmen mit vier Oktaven. Eine der Stimmen kann nur Rechteckwellen produzieren, die andere Rechteckwellen oder Rauschen. Lautstärke nur insgesamt für beide Stimmen in acht Stufen einstellbar. Drei-Bit-Digitaler Sound ist möglich. Weitere Einzelheiten siehe TED.
- Joystick: Commodore entschied sich, vom etablierten De-facto-Standard des Atari 2600 abzuweichen und statt der neunpoligen D-Sub-Stiftleisten achtpolige Mini-DIN-Buchsen zu verbauen. Commodore selbst verkaufte nur ein einziges, aber qualitativ schlechtes Joystickmodell für diesen Anschluss, und von anderen Firmen waren gar keine erhältlich. Die Ansteuerungslogik unterscheidet sich nur geringfügig, so dass für einfache Joysticks (ohne Dauerfeuer u. ä.) bald Adapterkabel verfügbar wurden. An die Joystickports des C16 können anders als beim C64 nur Joysticks angeschlossen werden; für Paddles, Lichtgriffel und Mäuse ist der Anschluss ungeeignet. Im Gegensatz zum C64 erlaubt es die C16-Hardware, Tastatur und Joysticks völlig getrennt und ohne gegenseitige Beeinflussung abzufragen; die eingebaute Firmware nutzt diese Möglichkeit allerdings nicht aus, so dass auch beim C16 unsinnige Zeichen erscheinen, wenn man an der BASIC-Eingabeaufforderung den Joystick bewegt.
- Datasetten-Interface: An dieses 300-Baud-Interface konnte eine Commodore-1531-Datasette angeschlossen werden. Im Gegensatz zum Platinenstecker der 1530-Datasette aller vorigen Commodore-Rechner hatte die 1531 einen runden Mini-DIN-Stecker. Die Signale sind aber identisch, so dass Adapter in beiden Richtungen bald verfügbar wurden.
- Serieller Port: Der 'Commodore Serial Bus' war ein eigener von Commodore entwickelter serieller Bus. Der C16 besaß den gleichen CBM-Bus wie der C64, somit konnten die seriellen Drucker und die Floppy-Laufwerke (1541) des C64 auch am C16 betrieben werden, waren aber auch genauso langsam.
- Expansions-Port: Der C16 konnte durch Module erweitert werden, diese wurden dann in diesem Slot betrieben (allerdings erschienen nur sehr wenige auf dem Markt). Die schnellere Floppy 1551 des C16 wurde ebenfalls über den Expansions-Port betrieben. Etwas unglücklich war allerdings, dass der Expansions-Port durch den klobigen Stecker der 1551 einfach durchgeschleift wurde. Sofern mehrere 1551 betrieben werden sollten, mussten zuerst die Stecker ineinander und dann in den Expansions-Port gesteckt werden. Als Folge konnte man den C16 nicht an einer Tischkante betreiben, weil die Stecker durch ihr Eigengewicht den Expansions-Port mechanisch zu sehr belasteten.

## Das Ende der 264-Reihe
Die komplette 264-Serie besaß drei große Probleme: Sie hatten mit Ausnahme des Plus/4 keinen Userport, die Programme waren nicht kompatibel zum C64 und Spieleprogrammierer hatten das Problem, dass der TED keine Hardwareunterstützung für Sprites besaß wie der VIC-II des C64. Der im Vergleich zum C64 verbesserte BASIC-Interpreter bot zwar auch Grafikfunktionen, unter anderem auch Shapes; für die Spieleprogrammierung, die üblicherweise in Assembler erfolgte, war dies jedoch unerheblich. Darüber hinaus konnte der C64 mit seinem SID einen deutlich besseren Klang produzieren als der TED.
Der TED ist häufig Ursache für einen defekten Rechner. Durch die starke Erhitzung im normalen Betrieb zerstört der TED sich oft selbst. Viele Besitzer haben deswegen Kühlkörper nachgerüstet und die Versorgungsspannung des ganzen Rechners auf das untere Ende des zulässigen Spannungsbereichs reduziert. Auch das Einstecken oder Herausziehen von Kabeln an den Joystickports in laufendem Betrieb führt leicht zu einer Zerstörung des TED, da dieser ohne weitere Schutzbeschaltung direkt mit den Joystickports verbunden ist.
Die CPU im C16 kann, da sie ungeschützt mit dem seriellen Port und dem Datasettenanschluss verbunden ist, beim Einstecken oder Herausziehen von Kabeln an diesen Ports bei laufendem Betrieb ebenfalls zerstört werden. Gegen Ende der Produktion des C16 wurden in der Schaltung noch einige Schutzdioden nachgerüstet, die das Problem mindern.
Commodore sah die Inkompatibilitäten als kein großes Problem an, denn schließlich waren auch viele Besitzer eines VC-20 auf den Nachfolger C64 gewechselt, obwohl dieser nicht kompatibel war. VC-20-Benutzer, die sich für den C16 hätten interessieren können, gab es aber 1985 nicht mehr viele, und C64-Besitzern gab der in den meisten technischen Eigenschaften schlechtere C16 keinen Anreiz zu wechseln, zumal beim Erscheinungstermin des C16 bereits eine riesige Menge an Software für den C64 verfügbar war und der C16 keinen Userport für Erweiterungen hatte wie der C64. So wurde der C16 und die komplette 264-Reihe ein Flop. Lediglich in Ungarn konnte der C16 eine relativ große und solide Nutzergemeinde generieren.